# 사이먼 로저스
사이먼 로저스(Simon Rogers)는 영국의 언론인이다. 데이터저널리즘의 선구자로 일컬어진다. 영국의 일간지 《가디언》 온라인 뉴스서비스의 초기 에디터, 과학 지면 에디터를 거쳐 2009년부터 데이터저널리즘 에디터를 맡아 《가디언》 데이터블로그를 전 세계에서 가장 유명한 데이터저널리즘 사이트로 발전시켰다. 15년간 몸담았던 《가디언》을 떠나 2013년 5월 말부터 트위터에서 데이터 에디터로 일하였다. 대표적인 저서로 <사실은 신성하다(Facts are sacred)>가 있다.